# Korosko
Korosko és un lloc del Sudan, entre la primera i la segona cascada del Nil, a la regió de Núbia, que fou conquerit per Egipte vers el 1960 aC, fets als quals fa referència una inscripció trobada al lloc. És a la vall coneguda com a Wadi Korosko. A la rodalia hi havia l'explotació aurífera egípcia de Wadi Allaqi. Prop de Korosko, a Afia, s'hi han trobat restes de cases temporals del grup nubià conegut com a Grup A.